# Nummisbacken
Nummisbacken (finska: Nummi) är en stadsdel i Åbo i Egentliga Finland. Stadsdelen ligger nordöst om stadens centrum på östra sidan av Aura å. Nummisbacken är huvudsakligen en del av storområdet Nummisbacken-Hallis.
År 2016 bodde det 8 112 invånare i  Nummisbacken.

## Delområden
Nummisbacken delas i småområdena Nummisbacken (finska: Nummenmäki), Paaskunta, Studentbyn (Yo-kylä eller Ylioppilaskylä), Månberget (Kuuvuori) och Vatsela. Till skillnad från de andra småområdena ligger Vatsela på södra sidan om Karisbanan och är en del av storområdet Centrum. 
Det är värd att notera att hela stadsdelen Nummisbacken omfattar betydligt större område än småområdet Nummisbacken.
Stundentbyn är den största och Vatsela den minsta delen av Nummisbacken efter antal invånare. 
Befolkning efter småområden
|              | Folkmängd 31.12.2016 | Modersmål | Modersmål | Modersmål |
| finska       | Folkmängd 31.12.2016 | svenska   | annat     |           |
| ------------ | -------------------- | --------- | --------- | --------- |
| Studentbyn   | 3 712                | 67%       | 7,5%      | 25,4%     |
| Nummisbacken | 2 129                | 90,7%     | 4,9%      | 4,4%      |
| Paaskunta    | 1 335                | 80,7%     | 5,5%      | 13,8%     |
| Månberget    | 744                  | 87,1%     | 6,5%      | 6,5%      |
| Vatsela      | 192                  | 82,8%     | 13,5%     | 3,6%      |

Källor  med notering: de svenska namnen för småområdena är egentligen för grannskapen eller platser med det samma finska namnet som har givits till småområdet.

## Namnförändring
I 2024 märkte Åbo stads namnkommitté att både stadsdelen och småområdet eller ”trakten” Nummisbacken hade ett och samma namn på svenska. Kommittén diskuterade med Åbo museicentral och Institutet för de inhemska språken och kom fram med beslut att stadsdelens namn ska förändras till Nummis. Men efter invånarrespons föreslog namnkommittén att  stadsdelen får behålla sitt namn. Istället kan Nummisbackens nuvarande finska namn Nummi ändras till Nummenpakka om namnkommitténs nytt förslag fastställs.

## Bildgalleri

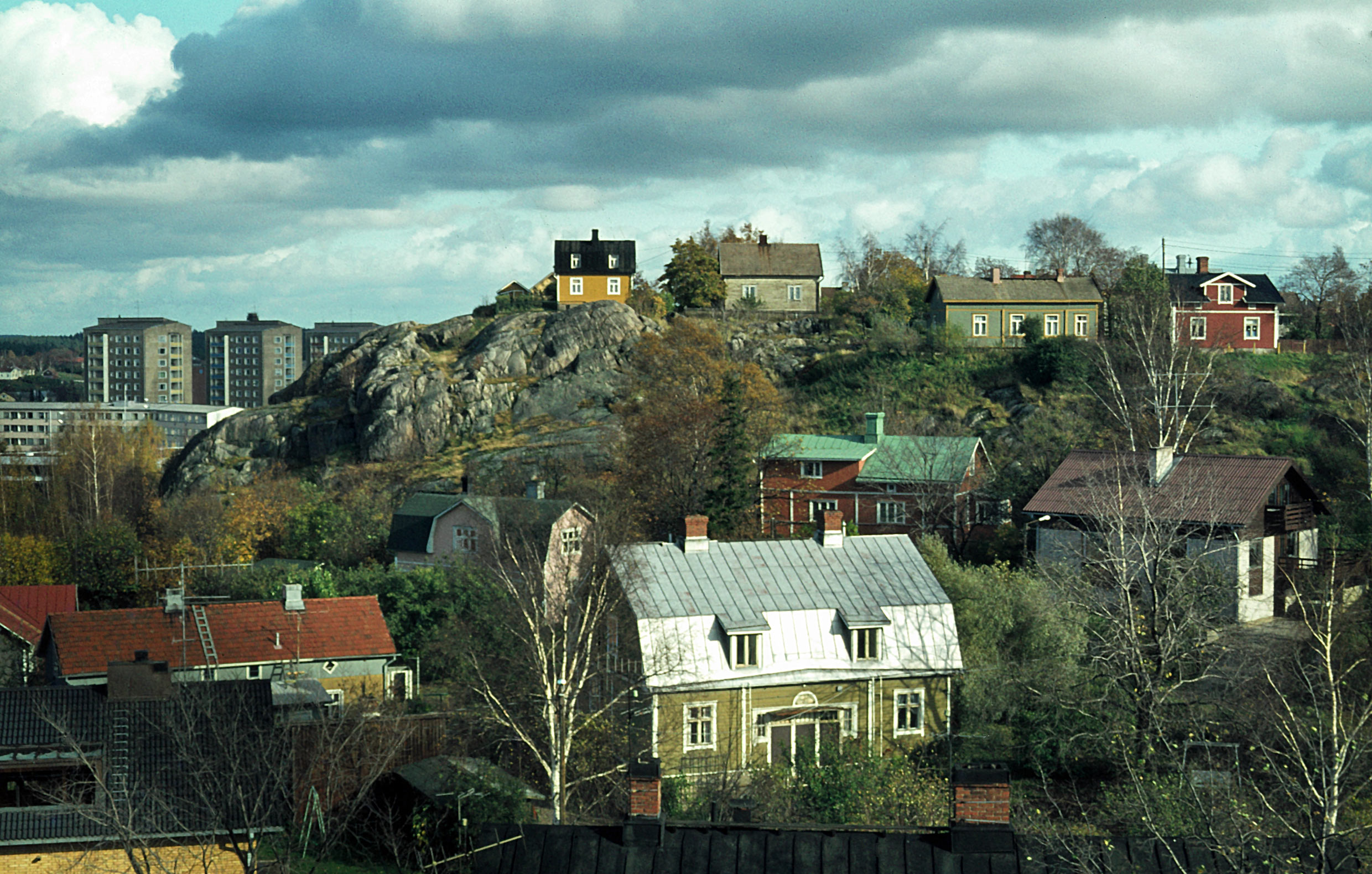
Månberget 1978.
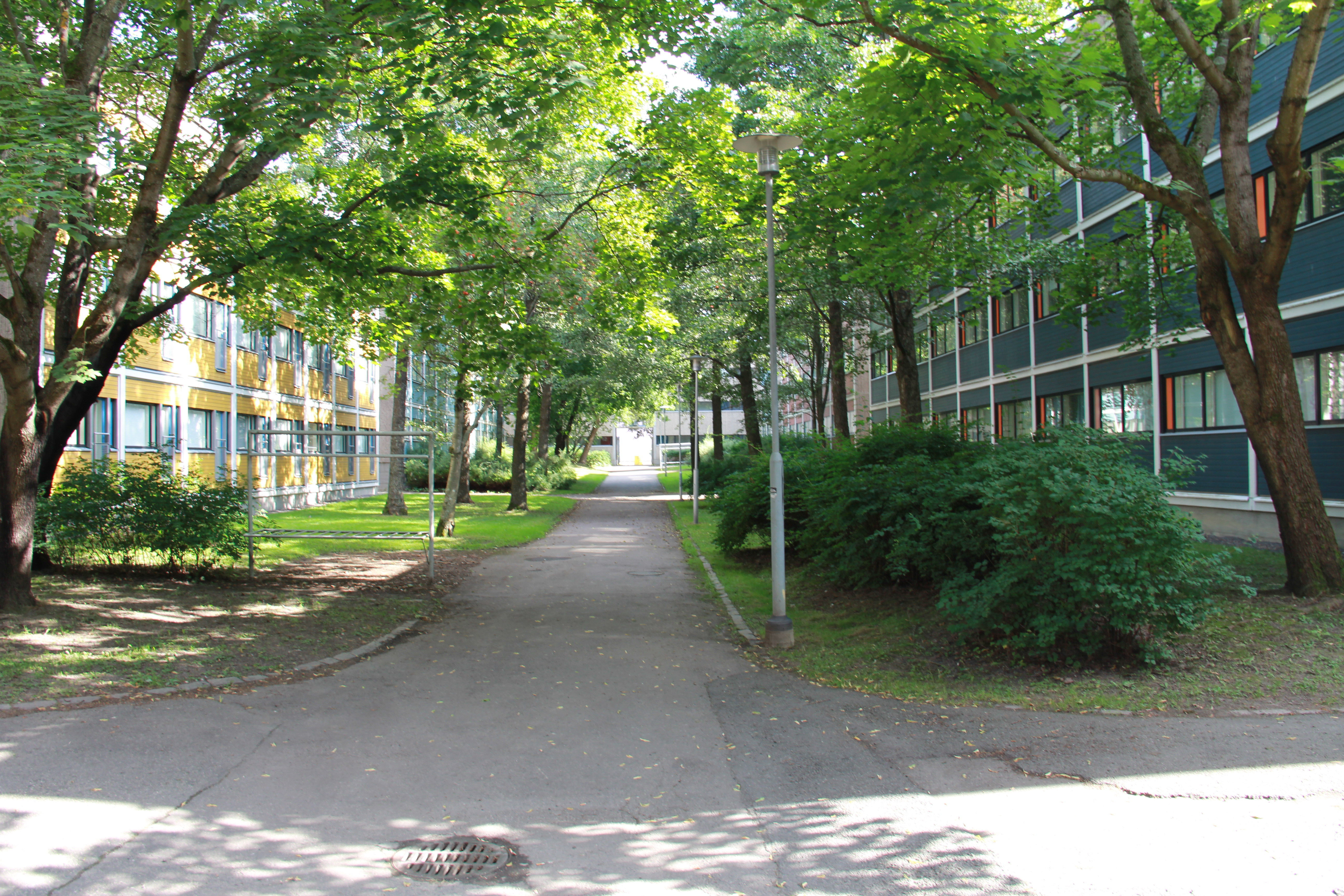
Studentbyn västra.
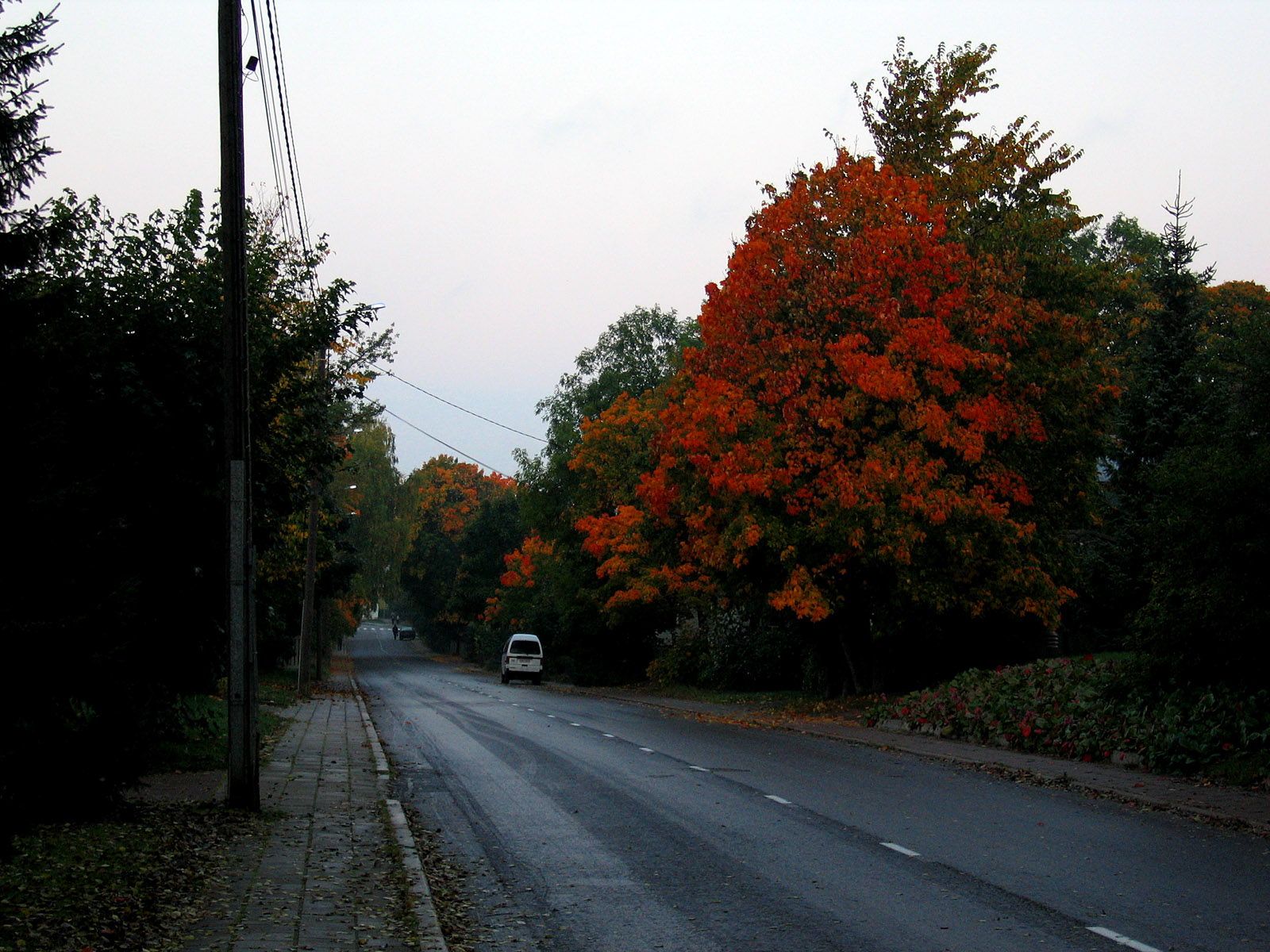
Fägränden.
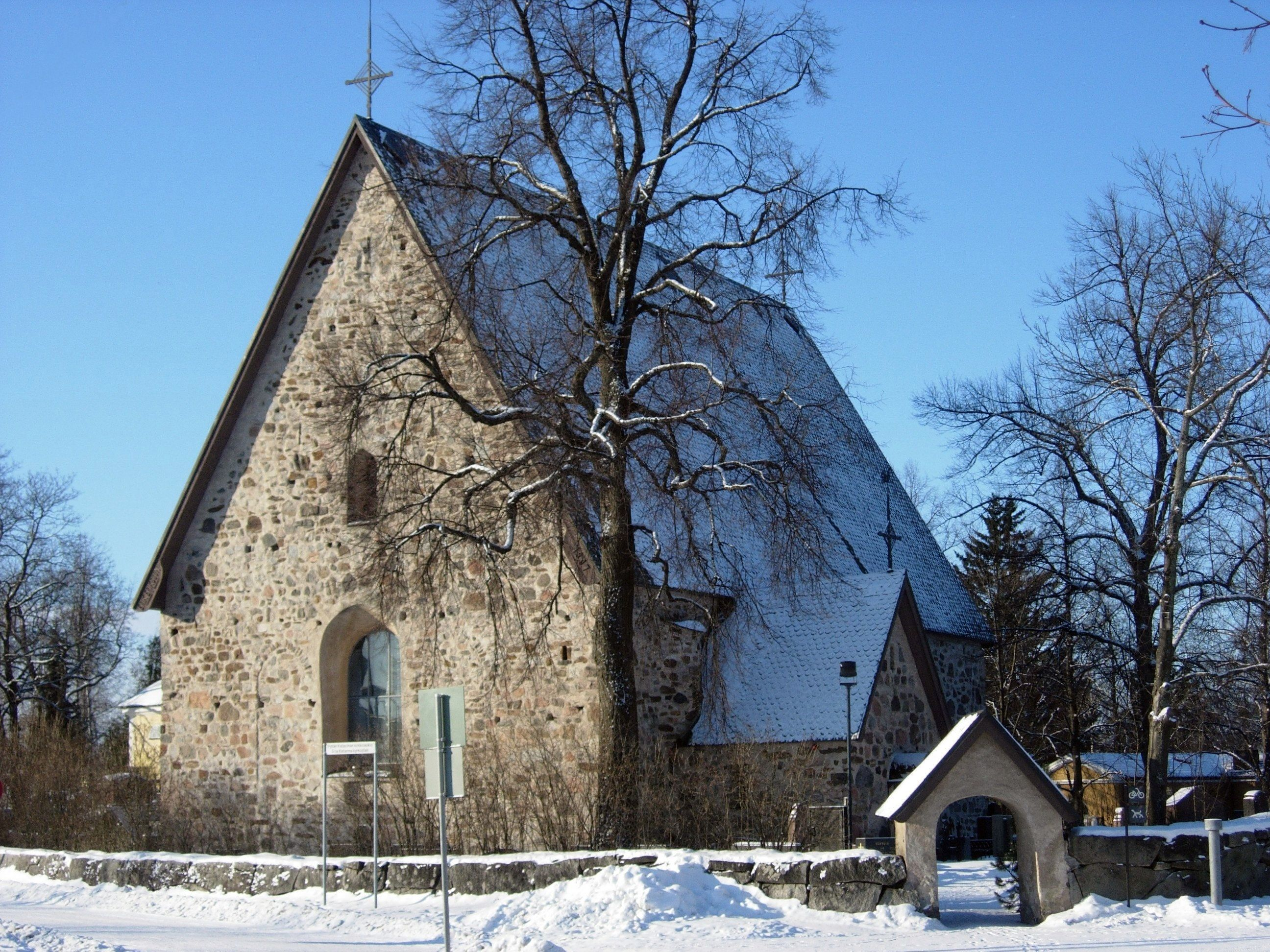
Sankta Katarina kyrka.
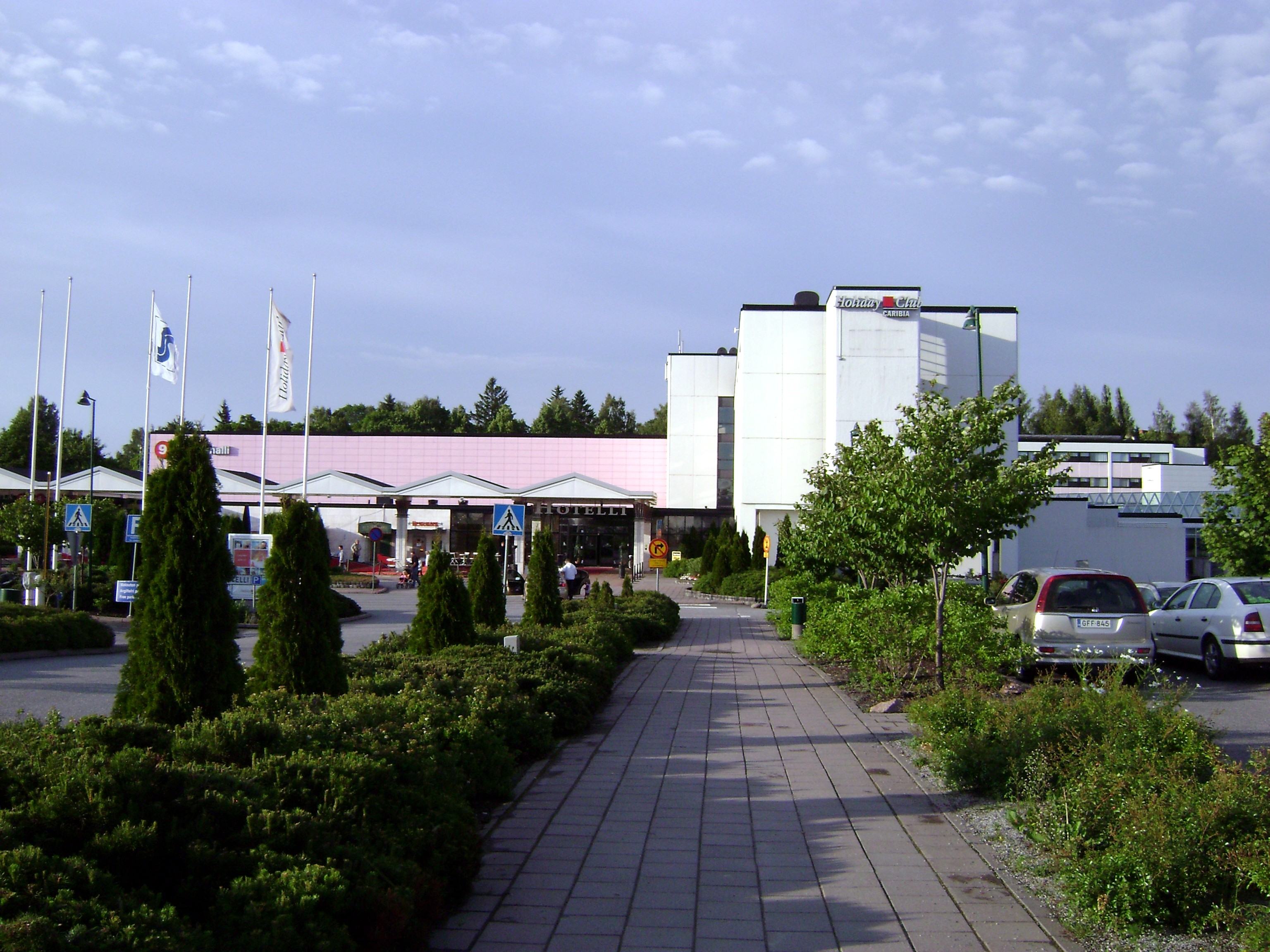
Holiday Club Caribia.
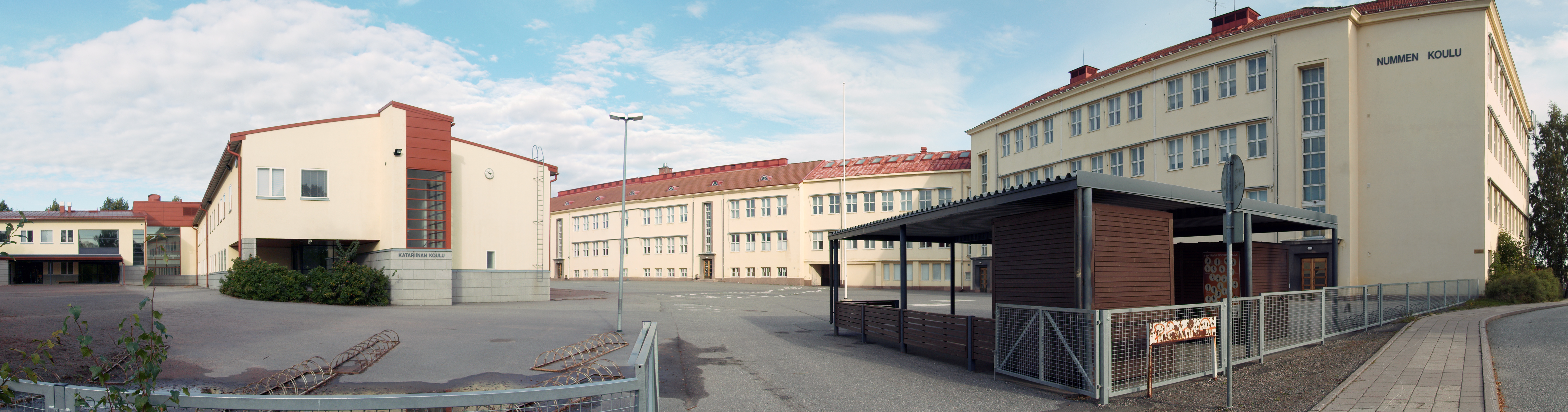
Skolan Nummenpakan koulu.
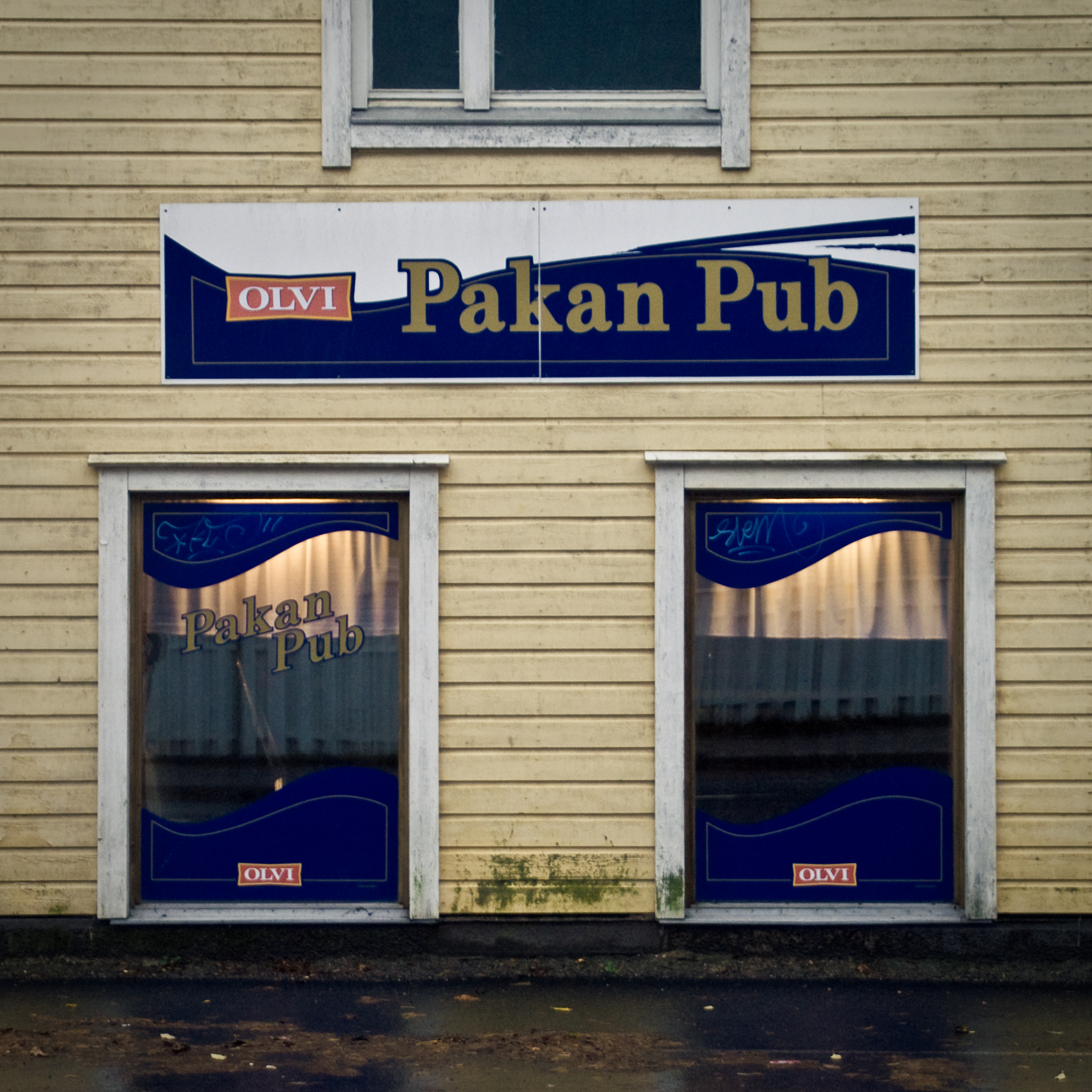
Ibland används namnet Pakka eller Nummenpakka i stället för Nummenmäki på finska (jämför med Nummisbacken). På bilden Pakan Pub vid Gamla Tavastvägen.